# 清波 (駆逐艦)
清波（きよなみ）は、日本海軍の駆逐艦。夕雲型駆逐艦の8番艦である。

## 概要
日本海軍が浦賀船渠で建造した夕雲型駆逐艦。1943年（昭和18年）1月25日に竣工。2月25日、第二水雷戦隊隷下の第31駆逐隊（31駆）に編入された。
2月下旬に横須賀を出撃後、中部太平洋方面で行動する。4月中旬から5月中旬にかけて、31駆の「大波」と「清波」は臨時に海上護衛隊の指揮下に入り、対潜掃蕩や護衛任務に従事した。
6月中旬、駆逐艦「雪風」等と共に第三戦隊（金剛、榛名）や航空母艦3隻（龍鳳、雲鷹、冲鷹）を護衛して横須賀からトラック泊地に進出した。続いてソロモン諸島に進出し、外南洋部隊増援部隊としてニュージョージア島攻防戦にともなう7月12日のコロンバンガラ島沖海戦に参加した。
第七戦隊司令官西村祥治少将（旗艦「熊野」）の指揮下で行動中の7月20日、夜間空襲を受け沈没した駆逐艦「夕暮」の救援に赴くが、夜間空襲を受けて撃沈され、2隻ともほぼ総員が戦死した。

## 艦歴

### 竣工まで
1939年度（④計画）仮称第123号艦として浦賀船渠で建造される。
1942年（昭和17年）6月20日、「清波」の艦名が与えられる。同日附で夕雲型駆逐艦に類別された。
8月17日、進水。
同年12月1日附で畑野健二少佐（当時、駆逐艦「萩風」艦長）が艤装員長に任命される。12月3日、浦賀船渠の艤装員事務所が事務を開始する。
12月28日附で艤装員長は有馬時吉中佐に交代する。
「清波」は1943年（昭和18年）1月25日に竣工し、艤装員事務所は撤去された。正式に舞鶴鎮守府籍となり、警備駆逐艦に指定となる。そのまま横須賀鎮守府部隊に編入された。

### 第三十一駆逐隊
1943年（昭和18年）2月25日、清波は第二水雷戦隊（司令官伊崎俊二少将）麾下の第三十一駆逐隊（司令香川清登大佐）に編入され、同駆逐隊は夕雲型駆逐艦4隻（長波、巻波、大波、清波）となった。第三十一駆逐隊の編制は第1小隊1番艦「大波」、2番艦「清波」、第2小隊3番艦「巻波」、4番艦「長波」に変更されている。
2月27日 - 28日、「清波」は駆逐艦「海風」（第24駆逐隊）とともに特設巡洋艦「盤谷丸」（大阪商船、5,351トン）および「西貢丸」（大阪商船、5,350トン）を護衛して横須賀を出港し、トラック諸島に向かう。輸送船2隻には、佐世保鎮守府第七特別陸戦隊（佐鎮七特、司令菅井武雄中佐）が乗船していた。
3月8日、船団はトラックに到着。戦艦「武蔵」（連合艦隊旗艦）で打ち合わせしたのち、佐鎮七特の目的地はニュージョージア島ムンダからギルバート諸島のタラワに変更され、「清波」と同行する艦艇が「大波」に替わり、「清波」と「大波」、「盤谷丸」と「西貢丸」は3月12日にトラックを出港してタラワに向かった。
3月17日、船団はタラワに到着し、海軍陸戦隊を揚陸する。
3月20日、船団（大波、清波、盤谷丸、西貢丸）はタラワを出発する。他艦と別れた「清波」はクェゼリン環礁に回航され、輸送船「天城山丸」（三井船舶、7,620トン）の護衛をまかされた。敷設艦「常磐」の機雷兵もクェゼリンで清波に乗艦した。3月22日、「清波」と「天城山丸」はクェゼリンを出港し、3月25日にトラックに帰投した。続いて3月26日に「靖国丸」の護衛に出向き、翌日トラックに帰投した。
4月8日、「大波」と「清波」は第二海上護衛隊の指揮下に入り、内南洋部隊に編入される。4月11日、トラック泊地北水道出口で潜水艦「伊16」が雷撃を受けたため、「清波」は第二十七駆逐隊（時雨、有明）と対潜掃蕩を実施した。同日19時30分、「清波」は敵潜撃沈おおむね確実を報告する。現場指揮官の原為一第二十七駆逐隊司令は対潜掃蕩を派遣艦艇に引き継ごうとしたが、前進部隊指揮官（第二艦隊司令長官、旗艦「愛宕」）は「右の撃沈（清波の撃沈報告）は認められず」として掃蕩続行を命じる場面もあった。3隻の対潜掃蕩は4月13日までおこなわれた。
その後も5月10日までの間、第四根拠地隊および第二海上護衛隊の指揮下にてトラックとラバウル、カビエン方面での船団護衛に従事した。
6月5日、駆逐艦3隻（清波、萩風、潮）は、空母「雲鷹」と「冲鷹」の横須賀回航を護衛する事になり、トラックを出発して本土へ向かう。6月9日、空母2隻は横須賀に到着した。
6月中旬、「清波」は第三戦隊司令官栗田健男中将の指揮下に入る。
6月16日、第三戦隊（金剛、榛名）、第七戦隊（熊野、鈴谷）、空母3隻（龍鳳、大鷹、沖鷹）、軽巡洋艦「五十鈴」（第十四戦隊）は横須賀を出撃した。これらを、第二十七駆逐隊（時雨、初春、夕暮）、第七駆逐隊（潮、曙、漣）、第十六駆逐隊（雪風）、第十七駆逐隊（浜風、谷風）、第二十四駆逐隊（涼風）、駆逐艦「新月」、第三十一駆逐隊（清波）が護衛する。アメリカ潜水艦「スピアフィッシュ (USS Spearfish, SS-190) 」と遭遇したものの被害はなく、6月21日に栗田部隊はトラック泊地に到着した。

### ニュージョージア島の戦い
ガダルカナル島攻防戦に勝利したアメリカ軍は、次の目標をガダルカナル島北西に位置するニュージョージア諸島に定めた。6月30日、アメリカ軍はカートホイール作戦を発動する。中部ソロモン諸島のニュージョージア島、レンドバ島などへ上陸を敢行してニュージョージア島の戦いがはじまり、ソロモン諸島方面の状況は緊迫の度合いを増した。
7月2日、「夕暮」と「清波」は油槽船「玄洋丸」を護衛し、空母「龍鳳」基地要員を便乗の上でトラックを出発し、7月5日ラバウルに到着した。
同日夜、外南洋増援部隊（第三水雷戦隊）はクラ湾夜戦に参加、旗艦としていた駆逐艦「新月」沈没と共に増援部隊指揮官秋山輝男第三水雷戦隊司令官はじめ三水戦司令部は全滅した。そこで重巡「鳥海」艦長有賀幸作大佐が臨時に増援部隊（第三水雷戦隊）の指揮をとった。また「鳥海」を増援部隊に編入してしまったので、第八艦隊（司令長官鮫島具重中将）は臨時旗艦を駆逐艦「雪風」（第16駆逐隊）に定めた（執務はブイン基地でおこなう）。一連の経過により、南東方面部隊（南東方面艦隊）司令部、外南洋方面部隊（第八艦隊）司令部ともブインに揃った。
7月7日、南東方面部隊は兵力増強を要請し、連合艦隊は第二水雷戦隊に所属する2隻（軽巡「神通」、駆逐艦「清波」）を南東方面部隊（指揮官草鹿任一南東方面艦隊司令長官）に編入した。「神通」と「清波」は、南東方面艦隊隷下の外南洋部隊（指揮官・鮫島具重第八艦隊司令長官）の指揮下に入った（7月8日トラック出港）。続いて連合艦隊は第七戦隊（司令官西村祥治少将）および同戦隊所属の重巡「鈴谷」と「熊野」に出撃準備を命じた。4隻（鈴谷、熊野、有明、朝凪）は7月10日朝ラバウルに到着、第七戦隊は外南洋部隊支援部隊に編入された。一方、戦死した秋山少将の後任として伊集院松治大佐（戦艦「金剛」艦長）が7月7日附で第三水雷戦隊司令官に任命されていたが、伊集院は7月10日に着任したばかりであり、三水戦の準備は整っていなかった。新司令部の準備がととのうまでの間、第二水雷戦隊司令官伊崎俊二少将が増援部隊の指揮をとることになった。
7月11日、ラバウルに巡洋艦（鳥海、川内）、駆逐艦部隊（三日月、夕凪、雪風、浜風、谷風、夕暮）が集結し、南東方面部隊の戦力は整いつつあった。警戒隊（指揮官/二水戦司令官）軽巡1隻・駆逐艦5隻（神通、清波、雪風、浜風、夕暮、三日月）は7月12日3時30分ラバウルを出撃した。輸送隊（指揮官/二十二駆逐隊司令金岡国三大佐）の駆逐艦4隻（皐月、水無月、夕凪、松風）は同日18時40分にブインを出撃した。
7月12日深夜にコロンバンガラ島への輸送作戦の途中でコロンバンガラ島沖海戦が生起する（海戦に至る経過と戦闘状況は当該記事を参照）。第二水雷戦隊旗艦「神通」が、第36.1任務群（ヴォールデン・L・エインスワース少将）のアメリカ・ニュージーランド巡洋艦部隊の集中砲火によって沈没する。残された日本軍駆逐艦は計二回の雷撃でアメリカ軽巡洋艦「ホノルル (USS Honolulu, CL-48) 」「セントルイス (USS St. Louis, CL-49) 」およびニュージーランド軽巡洋艦「リアンダー (HMS Leander) 」に損傷を与え、アメリカ駆逐艦「グウィン (USS Gwin, DD-433) 」を撃沈した。海戦には勝利したが、「神通」の沈没により第二水雷戦隊は伊崎司令官・司令部要員ごと全滅した。日本海軍は7月20日附で第四水雷戦隊を解隊し、第四水雷戦隊司令官高間完少将を第二水雷戦隊司令官に任命する。四水戦司令部および戦力を第二水雷戦隊残存兵力と統合した。
連合艦隊は7月19日付のGF電令作第638号により、「清波」は第四戦隊（愛宕、高雄）を護衛して内地に帰投するよう命じた。

### 沈没
一方、コロンバンガラ島沖海戦および7月6日夜のクラ湾夜戦では輸送部隊は巡洋艦部隊に遭遇して戦闘を行ったため、主目的である輸送作戦を完遂できなかった。また日本軍は大きな損害を受けたが、それ以上にアメリカ軍に大打撃を与えたと判断し、再び敵水上艦艇の撃滅と輸送作戦の実施を企図した。
7月15日、外南洋部隊の夜戦部隊は、主隊、水雷戦隊、輸送隊に区分された。各部隊の区分は、主隊（熊野、鈴谷）、水雷戦隊（軽巡「川内」〔三水戦旗艦〕、第1小隊〈16駆司令島居威美大佐：雪風、浜風、清波、夕暮〉、第2小隊〈第22駆逐隊司令金岡國三大佐：皐月、水無月〉）、輸送隊（第30駆逐隊司令折田常雄大佐：三日月、夕凪、松風）であった。
7月16日同日夜、夜戦部隊主隊（熊野、鈴谷）および水雷戦隊（川内、雪風、浜風、夕暮、清波）はラバウルを出撃する。だがブイン大規模空襲により駆逐艦「初雪」（第11駆逐隊司令山代勝守大佐）が沈没、「望月」「皐月」「水無月」、他に「夕凪」も損傷した。
夜戦部隊の作戦は一旦中止となる。夜戦部隊はブカ島北方で反転し、7月17日夕刻ラバウルに戻った。
7月18日、夜戦部隊主隊に重巡「鳥海」が加わり、輸送隊の駆逐艦「夕凪」は「水無月」に入れ替えられ、修理が間に合わない「皐月」の作戦参加は見送られた。
7月18日夜ラバウル出撃時の夜戦部隊戦力は、旗艦/重巡「熊野」以下主隊の重巡3隻（熊野、鈴谷、鳥海）、水雷戦隊（軽巡「川内」、第16駆逐隊〈雪風、浜風、清波、夕暮〉）、途中合流の輸送隊（三日月、水無月、松風）であった。
ラバウルを出撃した夜戦部隊は、翌7月19日にショートランド北方で輸送隊と合流し、コロンバンガラ島を目指す。夜になってベララベラ島北方で輸送隊を分離し、夜戦隊は連合軍艦隊をもとめてクラ湾を遊弋する。これら一連の西村部隊の行動は、米軍のPBY飛行艇によって捉えられていた。このPBYは「ブラック・キャット」と呼ばれる夜間哨戒機であり、レーダーで西村夜戦部隊を補足するとガダルカナル島へ通報する。そのころ輸送隊は揚陸に成功したものの、西村司令官指揮下の夜戦部隊は敵艦艇を認めず、クラ湾北方で23時に反転する。月が出ていたため、海面は明るかった。
7月20日、カタリナからの通報を受けたアメリカ軍は、ヘンダーソン飛行場からTBF雷撃機を発進させ、西村部隊に対し夜間空襲を敢行する。反転後の夜戦部隊の陣形は、巡洋艦部隊（川内、熊野、鈴谷、鳥海）が単縦陣を形成し、旗艦熊野右舷側に「清波」-「夕暮」が、旗艦左舷側に「雪風」-「浜風」が前後に並んでおり、三つの単縦陣が並行して航行していた。午前0時35分頃、「熊野」の右舷側を航行していた「夕暮」が攻撃をうけて轟沈。「清波」から直ちに反転し、「夕暮」の救援に向かい生存者を救助中との報告が入った。だが2時30分以降連絡が途絶え、総員戦死と認定された。「清波」（乗組員約230名）と同様に「夕暮」（乗組員約228名）も、総員戦死と認定された。

米軍の記録によれば、「清波」はB-25爆撃機の攻撃により、チョイセル島南方で撃沈された。
8月5日に救助された清波乗組員の西川水兵長によれば、清波の沈没状況は以下のとおり。
「夕暮」と「清波」の沈没について軍事評論家伊藤正徳によれば、西村司令官は反転にあたって従来用いていた二直角転回ではなく、この日に限って一斉回頭を命じたとされる。伊藤は西村司令官が常用していた二直角転回を下令していた場合、「清波」-「夕暮」の位置に「雪風」-「浜風」がいたと述べ、普通であれば敵の空襲を受け撃沈されたのは「雪風」と「浜風」だったはずと記述している。ただし、西村司令官が一斉回頭を命じたのはクラ湾が狭かったからとの証言があるが、伊藤は偶然や運的要素に注目するのみで、クラ湾の広さで二直角転回が可能であったかどうかは考察していない。また「巡洋艦部隊の編成は鈴谷、摩耶、天龍だった」、「回頭後間もなく現れた敵機が清波と夕暮を襲撃し、反跳爆撃により二隻とも轟沈された」と記すなど、伊藤の認識は戦闘詳報の記録と食い違いがある。
「清波」は10月15日附で夕雲型駆逐艦、第三十一駆逐隊、帝国駆逐艦籍、それぞれから除籍された。

## 歴代艦長
艤装員長
1. （兼）畑野健二 少佐：1942年12月1日[21] - 1942年12月28日[23]（本職：萩風駆逐艦長）
2. 有馬時吉 中佐：1942年12月28日[23] - 1943年1月25日[148]

駆逐艦長
1. 有馬時吉 中佐：1943年1月25日[148] - 1943年10月15日[149]（7月20日附戦死認定）[150]。同日付任海軍大佐[151]